# فيليب كالبرتسون
فيليب كالبرتسون (بالإنجليزية: Philip Culbertson)‏ هو عالم الكتاب المقدس نيوزيلندي، ولد في 1944.